# Saint-Père-sur-Loire
Saint-Père-sur-Loire – miejscowość i gmina we Francji, w Regionie Centralnym, w departamencie Loiret.
Według danych na rok 1990 gminę zamieszkiwały 1043 osoby, a gęstość zaludnienia wynosiła 98 osób/km² (wśród 1842 gmin Regionu Centralnego Saint-Père-sur-Loire plasuje się na 377. miejscu pod względem liczby ludności, natomiast pod względem powierzchni na miejscu 1116.). Nazwa miejscowości pochodzi od imienia św. Piotra.